# Província de Mehedinți
La província de Mehedinți (IPA: [me.he.'din.ʦi]) és un județ, una divisió administrativa de Romania, a la regió històrica d'Oltènia. La capital és Drobeta-Turnu Severin.

## Límits
- Bulgària al sud - Província de Vidin.
- Sèrbia al sud-oest - Districte de Bor.
- Província de Caraş-Severin al nord-oest.
- Província de Gorj al nord-est.
- Província de Dolj al sud-est.

## Demografia
El 2002, tenia 306,732 i una densitat de població de 62 h/km².
- Romanesos - un 96%[1]
- Gitanos - 3%
- Serbis - gairebé 1%

| Any  | Població |
| ---- | -------- |
| 1948 | 304,788  |
| 1956 | 304,091  |
| 1966 | 310,021  |
| 1977 | 322,371  |
| 1992 | 332,673  |
| 2002 | 306,732  |

## Divisió Administrativa
La província té 2 municipalitats, 3 ciutats i 61 comunes.

### Municipalitats
- Drobeta-Turnu Severin - capital; població: 118,734
- Orșova

### Ciutats
- Strehaia
- Vânju Mare
- Baia de Aramă

### Comunes
| - Bâcleş - Bala - Bălăciţa - Balta - Bâlvăneşti - Braniştea - Brezniţa-Motru - Brezniţa-Ocol - Broşteni - Burila Mare - Butoieşti - Căzăneşti - Cireşu - Corcova | - Corlăţel - Cujmir - Dârvari - Devesel - Dubova - Dumbrava - Eşelniţa - Floreşti - Gârla Mare - Godeanu - Gogoşu - Greci - Grozeşti - Gruia | - Hinova - Husnicioara - Ilovăţ - Iloviţa - Isverna - Izvoru Bârzii - Jiana - Livezile - Malovăţ - Obârşia de Câmp - Obârşia-Cloşani - Oprişor - Pădina Mare - Pătulele | - Podeni - Ponoarele - Poroina Mare - Pristol - Prunişor - Punghina - Rogova - Salcia - Şimian - Şişeşti - Şovarna - Stângăceaua - Sviniţa - Tâmna | - Vânători - Vânjuleţ - Vlădaia - Voloiac - Vrata |